# Olivier Héban
Olivier Héban, né en 1975, est un illustrateur, un dessinateur et un coloriste de bande dessinée français, vivant au Canada.

## Illustration

### Album
- Les Dragons, dessins d'Arnaud Boudoiron, Olivier Héban, Paolo Deplano, Gwendal Lemercier, Tregis, Kyko Duarte, Djief, Jean-Paul Bordier, Alain Brion, Pierre-Denis Goux, Valentin Sécher, Rémi Torregrossa et Erwan Seure-Le-Bihan, Soleil Productions, collection Soleil Celtic, 2011  (ISBN 978-2-302-01922-5)
- Guerrières Celtes, dessins de Christophe Alliel, Sébastien Grenier, Augustin Popescu, Djief, Aleksi Briclot, Erwan Seure-Le-Bihan, Dim. D, Olivier Peru, Gwendal Lemercier, Olivier Héban, Pierre-Denis Goux, Fabrice Meddour, Didier Graffet, Sophien Cholet, Jean-Paul Bordier, Naïade et Mirko Colak, Soleil Productions, collection Soleil Celtic, 2009  (EAN 200-0-00-944290-8)

### Couverture d'album de bande dessinée
- Le Dieu des Cendres, Soleil Productions, collection Soleil Celtic

1. Luchtigern, 2008  (ISBN 978-2-302-00235-7)
- Lancelot, Soleil Productions, collection Soleil Celtic

2. Iweret, 2010  (ISBN 978-2-302-01029-1)
- Lost Atlantide, Soleil Productions, collection Secrets du Vatican

2. Maelström, 2010  (ISBN 978-2-302-01240-0)
- Missi dominici, Vents d'Ouest

1. Livre premier : Infant Zodiacal, 2009  (ISBN 978-2-7493-0470-0)
- Les Seigneurs de Cornwall, Soleil Productions, collection Soleil Celtic

2. La Filleule des Fées, 2011  (ISBN 978-2-302-01128-1)

### Jeu de rôle
- Apokryph (Sofiène Boumaza - 2003), illustrations d'Olivier Héban, Damien Venzi et Pascal Vitte.

## Mise en couleur
- Le Chant des Elfes, Soleil Productions, collection Soleil Celtic

2. Les Invasions barbares, 2009  (ISBN 978-2-302-00802-1)
- Le Code d'Hammourabi, Soleil Productions, collection Serial Killer

1. D'entre les morts, 2008  (ISBN 978-2-302-00129-9)
- Le Crépuscule des dieux, Soleil Productions, collection Soleil Celtic

3. Fafner, 2009  (ISBN 978-2-302-00484-9)
4. Brunhilde, 2010  (ISBN 978-2-302-01050-5)
5. Kriemhilde, 2010  (ISBN 978-2-302-01467-1)
6. Ragnarök, 2012  (ISBN 978-2-302-01835-8)
7. Le Grand Hiver, 2013  (ISBN 978-2-302-02556-1)
- Dracula, Soleil Productions, collection 1800

1. L'Enfance d'un monstre, 2011  (ISBN 978-2-302-01785-6)
2. Cauchemar Chtonien, 2013  (ISBN 978-2-302-02476-2)

- Elya, les Brumes d'Asceltis, Soleil Productions

1. Naissance, 2012  (ISBN 978-2-302-02347-5)
- L'Épée de feu, Soleil Productions, collection Soleil Celtic

1. La Malédiction de Garlath, 2009  (ISBN 978-2-302-00594-5)
2. La Faiblesse de la chair, 2011  (ISBN 978-2-302-01526-5)
- Hero Corp#Comics, Soleil Comics, collection Soleil US Comics

1. Les origines, 2013  (ISBN 978-2-302-02346-8)
- Lancelot, Soleil Productions, collection Soleil Celtic

3. Morgane, 2012  (ISBN 978-2-302-01869-3)
- Merlin, Soleil Productions, collection Soleil Celtic

10. La Princesse d'Ys, 2009  (ISBN 978-2-302-00934-9)
- Les Seigneurs de Cornwall, Soleil Productions, collection Soleil Celtic

1. Le sang du Loonois, 2009  (ISBN 978-2-302-00625-6)
- Souvenirs d'un Elficologue, Soleil Productions, collection Soleil Celtic

1. L'Herbe aux Feys, 2009  (ISBN 978-2-302-00540-2)